# Flugplatz Niokolo-Koba

i7
i11
Der Flugplatz Niokolo-Koba (französisch Aérodrome de Niokolo-Koba, IATA: NIK, ICAO: GOTN) ist ein Flugplatz im Nationalpark Niokolo-Koba in der Region Kédougou im Südosten des Senegal.
Das unbefestigte Flugfeld dient der zivilen Luftfahrt. Es liegt an einer Staubpiste rund zwei Kilometer südlich der Brücke der Nationalstraße N 7 über das Trockental des mittleren Niokolo Koba, wo die Wildhüter des Nationalparks einen Stützpunkt haben. Aus der Luft ist außer Bahnmarkierungen keine bauliche Infrastruktur erkennbar.